# Cerkiew Narodzenia Matki Bożej w Chmielku
Cerkiew Narodzenia Matki Bożej – prawosławna cerkiew w Chmielku, rozebrana w 1938.

## Historia
Prawosławna cerkiew w Chmielku została ufundowana przed 1579. W wymienionym roku Sebastian Chmielecki odnowił jej fundusz. Świątynia zmieniła wyznanie na katolickie obrządku bizantyjskiego po podpisaniu aktu unii brzeskiej w 1596. W 1772 we wsi istniała parafia unicka, której centrum była drewniana cerkiew Narodzenia Najświętszej Maryi Panny. Wskutek likwidacji unickiej diecezji chełmskiej świątynia została odgórnie przemianowana na prawosławną, włączona do wikariatu chełmskiego eparchii chełmsko-warszawskiej Rosyjskiego Kościoła Prawosławnego.
Ludność prawosławna stanowiła 40% mieszkańców Chmielka po I wojnie światowej (w większości byli katolicy, 54%), jednak Kościół prawosławny nie otrzymał zgody na ponowne otwarcie we wsi legalnej placówki duszpasterskiej. W 1938 nieużytkowana cerkiew została rozebrana w toku akcji polonizacyjno-rewindykacyjnej. Grupa mieszkańców wsi usiłowała jej bezskutecznie bronić, za co wytoczono im sprawę o sprzeciwianie się władzy przed sądem w Zamościu. Zostali jednak uniewinnieni, a w uzasadnieniu wyroku zapisano, że zamknięcie i zburzenie świątyni nie miało podstaw prawnych. 
Na miejscu cerkwi znajduje się kościół rzymskokatolicki, przed którym zachowano prawosławny krzyż wotywny z inskrypcją cerkiewnosłowiańską. W Chmielku znajduje się również prawosławny cmentarz, wytyczony, gdy zabrakło miejsca na pochówki w sąsiedztwie świątyni.